# 东省杂志
《东省杂志》（俄语：Вестник Маньчжурии，羅馬化：Vestnik Manʹchzhurii，直译：「满洲先驱」；中文名后改为《满洲杂志》:45）是一份有关满洲经济的月刊。1923年创刊，1934年被满洲国当局查禁。
该期刊出版发行地在哈尔滨，内容为俄文，并有英文摘要。

## 外部連結
- Worldcat中的相关资料 （页面存档备份，存于）
- Catalog（页面存档备份，存于）
- 俄羅斯科學院遠東分院的中央科學圖書館 （页面存档备份，存于）